# Sedum emarginatum
Sedum emarginatum är en fetbladsväxtart som beskrevs av Hisao Migo. Sedum emarginatum ingår i Fetknoppssläktet som ingår i familjen fetbladsväxter. Inga underarter finns listade i Catalogue of Life.